# (32848) 1992 MD
1992 MD (asteroide 32848) é um asteroide da cintura principal. Possui uma excentricidade de 0.22535520 e uma inclinação de 17.31335º.
Este asteroide foi descoberto no dia 29 de junho de 1992 por Henry E. Holt em Palomar.